# Serge Silberman
Pour les articles homonymes, voir Silberman.
Serge Silberman, né Szaja Towjané Silberman le 13 mai 1917 à Łódź, en Pologne et mort le 22 juillet 2003 à Paris, est un producteur de cinéma polonais naturalisé français.

## Biographie
Serge Siberman est un rescapé du camp de concentration d’Auschwitz. Ses parents et sa famille sont morts en déportation.
Quand on l'avait interrogé sur cette période de sa vie, il avait répondu ironiquement : « J'ai fait un voyage touristique en Allemagne. C'est presque du tourisme d'aller d'un camp à l'autre ».
Serge Silberman fonde la société de production Greenwich Films en 1966.
Il reçoit un César d'honneur en 1988 pour l'ensemble de sa carrière.
Il meurt à l'âge de 86 ans le 22 juillet 2003 à Paris. Ses obsèques se tiennent le 28 juillet au cimetière du Père-Lachaise dans la même ville.

## Filmographie partielle
- 1955 : Bob le flambeur de Jean-Pierre Melville
- 1958 : Le Désert de Pigalle de Léo Joannon
- 1958 : Christine de Pierre Gaspard-Huit
- 1960 : Le Trou de Jacques Becker
- 1961 : Madame Sans-Gêne de Christian-Jaque
- 1962 : L'Oiseau de paradis de Marcel Camus
- 1963 : Shéhérazade de Pierre Gaspard-Huit
- 1963 : Le Serpent de Gibraltar de Alexandre Trannoy[5]
- 1964 : Gibraltar de Pierre Gaspard-Huit
- 1964 : Le Journal d'une femme de chambre de Luis Buñuel
- 1964 : San Salvador[réf. nécessaire] de Alexandre Trannoy
- 1966 : Galia de Georges Lautner
- 1966 : Le Diabolique docteur Z (Miss Muerte) de Jesús Franco
- 1966 : Cartes sur table (Cartas boca arriba) de Jesús Franco
- 1967 : Le Grand Bidule de Raoul André
- 1967 : Vivre la nuit de Marcel Camus
- 1968 : Adieu l'ami de Jean Herman
- 1968 : Le Diable sous l'oreiller de José María Forqué
- 1968 : Requiem pour une canaille de Franco Prosperi
- 1969 : Le Passager de la pluie de René Clément
- 1969 : La Voie lactée de Luis Buñuel
- 1972 : La Course du lièvre à travers les champs de René Clément
- 1972 : Le Charme discret de la bourgeoisie de Luis Buñuel
- 1974 : Le Fantôme de la liberté de Luis Buñuel
- 1976 : Les Mal Partis de Sébastien Japrisot
- 1977 : Cet obscur objet du désir de Luis Buñuel
- 1979 : Le Grand embouteillage de Luigi Comencini
- 1981 : Diva de Jean-Jacques Beineix
- 1983 : Exposed de James Toback
- 1985 : Ran de Akira Kurosawa
- 1985 : A.K. de Chris Marker
- 1986 : Max mon amour de Nagisa Ōshima
- 1991 : Anna Karamazoff de Rustam Khamdamov
- 1991 : La Thune de Philippe Galland
- 1997 : Les Paradoxes de Buñuel de Jorge Amat